# Lumban Dolok (Pahae Julu)
Lumban Dolok is een bestuurslaag in het regentschap Tapanuli Utara van de provincie Noord-Sumatra, Indonesië. Lumban Dolok telt 681 inwoners (volkstelling 2010).